# Erich Wolfgang Korngold
Erich Wolfgang Korngold (n. 29 mai 1897, Brünn, Austro-Ungaria – d. 29 noiembrie 1957, Los Angeles, California, SUA) a fost un compozitor de muzică de film și de muzică clasică romantică al secolului XX. În ciuda faptului că, atunci când a murit, stilul său compozițional era considerat demodat, muzica sa a început să trezească din nou interes în ultimii ani.  Alături de Max Steiner și Alfred Newman, este adesea numit "părintele muzicii de film".
Korngold a câștigat premiul Oscar pentru muzica din filmul The Adventures of Robin Hood în 1938, unanim considerată una dintre cele mai bune coloane sonore din istorie. Muzica sa pentru Anthony Adverse (1936) a câștigat și ea Oscarul. Totuși, la vremea respectivă, premiul era acordat directorului departamentului de muzică al studioului care a produs filmul și nu compozitorului (ca o coincidență, anul în care Korngold a câștigat premiul pentru Robin Hood a fost primul an în care premiul era acordat compozitorului și nu directorului departamentului de muzică).

## Biografie
Erich Wolfgang Korngold s-a născut în Brünn, Moravia (Austro-Ungaria, astăzi Brno, Republica Cehă) pe 29 mai 1897 ca al doilea fiu al lui Dr. Julius Korngold și al soției sale, Josephine, dar a crescut în Viena de la varsta de 4 ani, când tatăl său a devenit succesorul al celebrului critic de muzică Eduard Hanslick de la ziarul Neue Freie Presse (Noua presă liberă). Erich a început să cânte la pian de la o vârstă foarte mică și a compus primele sale lucrări originale în 1905. În 1906, după ce fiul său a demonstrat o înclinație fenomenală pentru muzica, tatăl său - la sugestia compozitorului Gustav Mahler - l-a ales pe celebrul compozitor Alexander von Zemlinsky să-i fie mentor.
Tânărul "copil-minune" a devenit cunoscut publicului în 1910 cu premiera mondială a baletului/pantomimei sale în două acte Der Schneemann (Omul de zăpadă) la Opera din Viena. Această senzație a fost urmată câteva luni mai târziu cu premiera de la München al Trioului pentru pian, Op. 1. Minunați de abilitățile acestui copil-minune, cunoscătorii de muzica ai vremii au început imediat să îi promoveze muzica.
În 1911, Artur Schnabel a interpretat la premieră Sonata pentru Pian Nr. 2 în Mi minor, Op. 2 a lui Erich. În același an Artur Nikisch a prezentat în premieră mondială prima lucrare orchestrală a lui Erich, Schauspiel Ouvertüre, Op. 4 în Leipzig, demonstrând talentul lui Erich de a compune muzică orchestrală. În 1913, 'Sinfonietta în si Major, Op. 5 a lui Erich a avut premiera la Viena sub bagheta lui Felix von Weingartner, iar mai târziu Sonata pentru Vioară în Sol major, Op. 6, a avut premiera la Berlin în interpretarea lui Karl Flesch și Artur Schnabel, demonstrând măiestria lui Erich de a compune atât muzică orchestrală cât și muzică de cameră.
In 1916 Erich a devenit un respectat compozitor de operă prin succesul instantaneu al celor două opere într-un act Der Ring des Polykrates și Violanta, a căror premieră a avut loc la München. În anul următor Cvartetul Rose a interpretat la Viena în premieră Sextetul pentru Coarde în Re Major, Op. 10. În 1920 a fost prezentată muzica inspirată din piesa lui Shakespeare, Much Ado for Nothing (Mult zgomot pentru nimic), și a avut loc premiera mondială a triumfului său, opera Die tote Stadt (Orașul mort), la Hamburg și Köln, inspirat după romanul lui Georges Rodenbach, Bruges-la-morte. În următorii ani, Korngold a început să adapteze operete și, în același timp, a continuat să compună lucrări originale,  inclusiv Cvartetul pentru coarde, Op. 16 și Concertul pentru pian de mână stângă interpretat de Paul Wittgenstein.
În 1927 a avut loc premiera celei de-a patra opere a lui Korngold, Das Wunder der Heliane, pe care el o considera cea mai importantă lucrare a sa. Totuși, spre deosebire de opera Jonny spielt auf a lui Krenek, opera lui Erich nu a avut același succes precum operele sale precedente iar el a simțit un sentiment de dezamăgire, mai ales că opera lui Krenek a devenit opera anului. Acest eșec s-a datorat schimbării de gusturi al publicului vienez, care a început să prefere lucrările moderne.
După ce a primit titlul de profesor al Academiei de Muzică din Viena, Korngold a colaborat în 1929 cu Max Reinhardt pentru adaptarea operetei Die Fledermaus a lui Johann Strauss II în Berlin. În aceeași perioadă au loc premierele unor noi lucrări ale lui Korngold, cum ar fi Suita pentru două viori, violoncel și pian (mână stângă), Op. 23, și a treia Sonata pentru Pian, Op. 25. În 1932 a avut loc premiera lucrării Baby-Serenade Op. 24, în care Korngold a folosit pentru prima dată elemente de muzică jazz. În același an a început să lucreze la a cincea sa opera, Die Kathrin.
În 1934, la cererea lui Max Reinhardt, care deja lucra în Statele Unite, Korngold a venit la Hollywood pentru a adapta muzica lui Mendelssohn, Visul unei nopți de vară, pentru versiunea cinematografică a lui Max Reinhardt, A Midsummer Night's Dream. Un an mai târziu, în timpul celei de-a doua vizite la Hollywood, Korngold a compus muzica pentru filme produse de studiourile Paramount Pictures și Warner Bros. La puțin timp după aceea, a semnat un contract exclusiv cu Warner Bros., devenind astfel unul din primii compozitori celebri la nivel mondial care să lucreze la Hollywood. Prima sa coloană sonoră originală a compus-o în 1935 pentru filmul Captain Blood, film care a ajutat la lansarea carierei lui Errol Flynn, iar în 1936 a compus muzica din filmul Anthony Adverse, care a câștigat premiul Oscar pentru Cea Mai Bună Coloană Sonoră.
Deși se afla sub contract cu Warner Bros., Korngold trăia în două lumi, compunând coloane sonore în Hollywood și încercând în același timp să își mențină popularitatea sa în Europa. În 1938, formarea Anschluss-ului în Austria de către Germania nazistă l-a luat pe Korngold prin surprindere. Pentru a-și salva familia, Korngold i-a mutat în Statele Unite și a ales să compună în mod regulat coloane sonore, jurând să nu mai compună lucrări clasice până la căderea de la putere a lui Hitler. Prima sa coloană sonoră în calitate de exilat în Statele Unite, The Adventures of Robin Hood, i-a adus al doilea premiu Oscar. Până în 1946 Korngold a compus predominant muzică de film, folosindu-și salariul pentru a-și ajuta prietenii care fugeau din Europa pentru a scăpa de tiranie. Printre coloanele sale sonore se numără The Prince and the Pauper (1937), Juarez (1939), The Sea Hawk (1940), The Sea Wolf (1941), King's Row (1941) și Deception (1946).
Începand cu 1946, o dată cu premiera Cvartetului pentru coarde Nr. 3, Op. 34, Korngold și-a luat adio industriei cinematografice de la Hollywood și a încercat să se întoarcă la muzica de scenă. Folosind elemente din coloanele sale sonore, Korngold a compus Concertul pentru violoncel în Do major, Op. 37, Concertul pentru vioară în Re major, Op. 35 (a cărei premiera a avut loc în 1947) și Serenada Simfonică, Op. 39.
Familia Korngold a decis să revină în Europa în toamna anului 1947 dar planurile au fost amânate deoarece Korngold a suferit un atac de cord pe 9 septembrie 1947. Erich a ajuns în cele din urmă în Austria în 1949, pentru prima dată după plecarea sa din 1938. În 1950, sub conducerea lui Wilhelm Furtwaengler, a avut loc premiera Serenadei Simfonice în Si major, Op. 39, care a fost primită cu succes la Filarmonica din Viena. Totuși, alte lucrări ale sale nu au avut un public numeros iar părerile criticilor nu erau favorabile. Gusturile muzicale ale vienezilor au evoluat în absența lui Korngold. Korngold s-a considerat uitat și subapreciat, așa că a părăsit țara sa natala. A revenit în Statele Unite profund dezamagit.
A făcut un al doilea drum spre Europa în 1954, când a avut loc premiera Simfoniei în fa diez, Op. 40. După ce a fost din nou dezamăgit cu eșecul lucrării Die stumme Serenade, a călătorit la München pentru a lucra la un ultim film, Magic Fire, un film biografic despre Richard Wagner, produs de Republic Pictures.
În 1955 Korngold a suferit un atac cerebral, ceea ce l-a lăsat parțial paralizat. Apoi, în 1957, la vârsta de 60 de ani, cu a doua simfonie și a șasea operă planificate, Korngold a decedat la 29 noiembrie în urma unei tromboze cerebrale.
Institutul American de Film a poziționat coloana sonoră a lui Korngold pentru The Adventures of Robin Hood pe locul 11 în topul celor mai bune coloane sonore din istorie. Următoarele coloane sonore ale lui Korngold au fost nominalizate în această listă:
- Deception (1946)
- King's Row (1940)
- The Private Lives of Elizabeth and Essex (1939)
- The Sea Hawk (1940)

## Opera

### Lucrări orchestrale și vocale
- Der Schneemann (o Pantomimă). Compusă și interpretată prima dată în 1910
- Schauspiel-Ouvertüre (Uvertură la o piesă), Op. 4, compusă și interpretată prima dată în 1911
- Sinfonietta, Op. 5 (compusă în 1912, orchestrată și interpretată prima dată în 1913)
- Der Sturm (Furtuna) pentru cor și orchestra, după Heinrich Heine, compusă în 1913
- Kaiserin Zita-Hymne pentru voce solo, cor și pian / orchestră, compusă în 1917
- Marș militar în Si major, compus în 1917
- Much Ado About Nothing, Op. 11 (după o piesă de Shakespeare). Compusă între 1918-1919, interpretată prima dată în 1920
- Sursum Corda, Op. 13 (Uvertură simfonică, compusă în 1919, interpretată prima dată în 1920)
- Concert pentru pian în Do diez pentru mână stângă, Op. 17 (compus în 1923, interpretat prima dată în 1924)
- Baby Serenade, Op. 24, compusă între 1928-1929, interpretată prima dată în 1932
- Tomorrow, Op. 33, poem tonal pentru mezzo-soprano, cor feminin și orchestra, pentru filmul The Constant Nymph. Interpretată prima dată în 1944
- Concert pentru vioară în Re major, Op. 35 (compus în 1945, interpretat prima dată în 1947)
- Concert pentru violoncel în Do Major, Op. 37 (1950, versiune expandată a unei teme pentru filmul din 1946 Deception)
- Serenada simfonică în Si bemol major pentru orchestră de coarde 1947-1948, interpretată prima dată în 1950)
- Simfonia în Fa diez major, Op. 40 (compusă între 1947-1952, interpretată prima dată în 1954)
- Teme și variatiuni, Op. 42 (compusă și interpretată prima dată în 1953)
- Straussiana pentru orchestră (compusă și interpretată prima dată în 1953)

### Melodii
- So Gott und Papa will (Dacă Dumnezeu și tata ar fi de acord), Op. 5, compusă în 1911
- Einfache Lieder (Melodii simple), Op. 9, compuse între 1911-1913
- Lieder des Abschieds (Melodii de adio), Op. 14 (compusă în 1920, interpretată prima data în 1921, versiunea orchestrală interpretată prima dată în 1923)
- Drei Lieder (Trei melodii), Op. 18, compuse în 1924, interpretate prima dată în 1926
- Drei Lieder (Trei melodii), Op. 22, compuse între 1928-1929, interpretate prima dată în 1930
- Narrenlieder (Melodiile clovnului), Op. 29, după A douăsprezecea noapte de Shakespeare, compuse în 1937, interpretate prima dată în 1941
- Vier Shakespeare-Lieder (Patru melodii shakesperiene), Op. 31, compuse între 1937-1941, interpretate prima dată în 1941
- Fünf Lieder (Patru melodii), Op. 38, compuse în 1948, interpretate prima dată în 1950
- Sonett für Wien (Sonet pentru Viena), Op. 41, compus în 1953, interpretat prima dată în 1954

### Muzică spirituală
- Psalm pascal, Op. 30, imn pentru voce solo, cor și orchestra. Compus și interpretat prima dată în 1941
- Rugăciune, Op. 32, pentru tenor, cor feminin și orgă. Compusă și interpretată prima dată în 1941

### Muzică pentru pian și lucrări de cameră
- Sonata pentru pian Nr. 1 în Re minor (compusă în 1908, interpretată prima dată în 1908-1909)
- Don Quixote. Șase piese caracteristice pentru pian, compuse în 1909
- Was der Wald erzählt (Ce spune pădurea). Suită pentru pian, compusă în 1909
- Sonata pentru pian Nr. 2 în Mi major, Op. 2, în patru părți (compusă în 1910, interpretată prima dată în 1911)
- Sieben Märchenbilder (Șapte picturi de basm), Op. 3, pentru pian, compusă în 1910, interpretată prima dată în 1912
- Vier kleine fröhliche Walzer (Patru mici valsuri vesele), compuse în 1912
- Vier kleine Karikaturen für Kinder (Patru mici caricaturi pentru copii), compuse în 1926
- Geschichten vom Strauß (Povești ale lui Strauss), Op. 21, pentru pian solo, compuse în 1927
- Suită pentru două piane, violoncel și pian de mână stângă, Op. 23, compusă și interpretată prima dată în 1930
- Sonata pentru pian Nr. 3 în Do major, Op. 25 (compusă în 1931, interpretată prima dată în 1932)
- Trio pentru pian în Re major, Op. 1 (compusă și interpretată prima dată în 1910)
- Sonata pentru vioară în Sol major, Op. 6 (compusă în 1912, interpretată prima dată în 1916)
- Sextet de coarde în Re major, Op. 10 (interpretat prima dată în 1917)
- Cvintet pentru două viori, violă, violoncel și pian în Mi major, Op. 15 (compus între 1920-1921, interpretat prima dată în 1923)
- Cvartet pentru coarde Nr. 1 în La major, Op. 16 (compus în 1923, interpretat prima dată în 1924)
- Cvartet pentru coarde Nr. 2 în Mi bemol major, Op. 26 (compus în 1933, interpretat prima dată în 1934)
- Cvartet pentru coarde Nr. 3 în Re major, Op. 34 (compus în 1945, interpretat prima dată în 1946)
- Romance-Impromptu pentru violoncel și pian. Compus pentru filmul Deception dar nefolosit, 1948

### Opere
- Der Ring des Polykrates, Op. 7 (1916)
- Violanta, Op. 8 (1916)
- Die tote Stadt, Op. 12 (1920)
- Das Wunder der Heliane, Op. 20 (1927)
- Die Kathrin, Op. 28 (1939)
- Die stumme Serenade, Op. 36 (comedie muzicala) (1954)

### Aranjamente pentru operete
- Eine Nacht in Venedig (O noapte la Veneția), Johann Strauss-fiul (1923)
- Cagliostro in Wien (Cagliostro în Viena), Johann Strauss-fiul (1927)
- Rosen aus Florida (Trandafiri din Florida), Leo Fall (1929)
- Die Fledermaus (Liliacul), Johann Strauss-fiul (1929)
- Walzer aus Wien (Valsuri din Viena), familia Strauss (1930)
- Die schöne Helena (Frumoasa Helena), Jacques Offenbach (1931)
- Das Lied der Liebe (Melodia de dragoste), Johann Strauss-fiul (1931)
- Die geschiedene Frau (Femeia divorțată), Leo Fall (1933)
- Rosalinda (= Die Fledermaus), Johann Strauss-fiul (1942)
- Helen Goes to Troy (= La belle Helene), Jacques Offenbach (1944)
- The Great Waltz (Marele vals), Johann Strauss-fiul (1949)

### Coloane sonore
- A Midsummer Night's Dream (1935) (o re-orchestrare a muzicii compusă de Mendelssohn)
- Captain Blood (1935)
- Give Us This Night (1936)
- Hearts Divided (1936)
- The Green Pastures (1936)
- Anthony Adverse (1936)
- The Prince and the Pauper (1937)
- Another Dawn (1937)
- The Adventures of Robin Hood (1938)
- Juarez (1939)
- The Private Lives of Elizabeth and Essex (1939)
- The Sea Hawk (1940)
- The Sea Wolf (1941)
- Kings Row (1942)
- The Constant Nymph (1943)
- Between Two Worlds (1944)
- Devotion (1946)
- Of Human Bondage (1946)
- Deception (1946)
- Escape Me Never (1947)
- Magic Fire (după Richard Wagner) (1956)